# 朱朝埢
柘城昭定王朱朝埢（16世纪—1592年），明朝柘城端惠王朱勤烼的嫡长子。
嘉靖三十年（1551年）封柘城长子。万历十六年（1588年）袭封。万历二十年（1592年）去世。
万历二十六年（1598年）二月，礼部題覆朱朝埢为柘城长子时所生的第二子朱在䤞、第三子朱在𨧜、第四子朱在、第五子朱在鋓按长子之子封輔國將軍，而袭封为柘城王之後所生的六子朱在𨦼、七子朱在、八子朱在𥟨、九子朱在𨫏则按郡王之子封鎮國將軍，應城王朱在錠襲封后，其弟朱在鐟、朱在鎒已改封為鎮國將軍，请求朱在䤞等也改封镇国将军，各自的妻子也随夫改封，朱在䤞等的儿子们不便当即一并改封，需要等以后另行请求改封。明神宗同意。
萬曆二十八年（1600年）六月，神宗遣行人程嘉賓掌行朱朝埢喪儀。
万历三十年（1602年）六月，赐朱朝埢谥号昭定。
朱朝埢的庶长子朱在鍲先去世。万历三十一年（1603年）五月，朱在鍲的庶长子朱肃濠受册袭封为柘城王。